# Anita Kulcsár
Anita Kaldine Kulcsár [ˈɒnitɒ ˈkulʧaːr] (* 2. Oktober 1976 in Szerencs; † 19. Januar 2005 zwischen Pusztaszabolcs und Velence) war eine ungarische Handballerin. Ihre Spielposition war am Kreis.

## Karriere
Sie spielte 165-mal für die ungarische Nationalmannschaft und erzielte dabei 403 Tore. Die sehr talentierte Handballerin spielte zuerst in Győr 1995, wo sie zur erfahrenen Spielerin wurde, und verließ später den Verein Richtung Székesfehérvár. 2004 verpflichtete sie der Verein Dunaferr NK (in Dunaújváros). Ab 2004 studierte sie parallel an der Katholischen Péter-Pázmány-Universität in Budapest Rechtswissenschaft.
Posthum wurde sie zur „Welthandballerin des Jahres 2004“ gewählt.

## Tod
Anita Kulcsár war am Morgen des 19. Januar 2005 von ihrer Wohnung in Sukoró aus unterwegs zum Vormittagstraining nach Dunaújváros. Auf der Landstraße 6207 zwischen Velence und Pusztaszabolcs kam sie auf der glatten Fahrbahn ins Schleudern. Der Wagen kam von der Straße ab und prallte unkontrolliert gegen einen Baum. Sie starb sofort am Unfallort.

## Erfolge
- Welthandballerin (2004)
- Silbermedaille bei den Olympischen Spielen (Sydney 2000)
- 5. Platz bei den Olympischen Spielen (Athen 2004)
- Silbermedaille bei der Weltmeisterschaft (2003)
- 5. Platz bei der Weltmeisterschaft 1999
- 6. Platz bei der Weltmeisterschaft 2001
- Europameister (2000)
- Bronzemedaille bei der Europameisterschaft 1998 und 2004
- 5. Platz bei der Europameisterschaft 2002
- Silbermedaille im EHF-Pokal 2002
- Ungarischer Meister
- Ungarischer Pokalsieger